# 舞-乙HiME Zwei
《舞-乙HiME Zwei》是動畫《舞-乙HiME》的OVA，由日本日昇動畫製作。（注：zwei為德文中的「二」）
《舞-乙HiME Zwei》共有4話，在日本，第1話至4話已於2006年11月24日至2007年8月24日期間開始發售。而藍光光碟及UMD版的OVA將於2009年10月27日
以動畫為根本的漫畫版《舞-乙HiME Zwei》，於2006年10月在日本秋田書店的雜誌《Champion RED》上開始連載。該漫畫原著是矢立肇，而畫者則由阿倍野茶子擔任。
舞-HiME Project的監督小原正和表示，《舞-乙HiME Zwei》的4話OVA實際上是電視播放的動畫的真正結局，劇情進行中會解釋清楚之前在《舞-乙HiME》埋下的伏筆。

## 作品介紹
舞-乙HiME Zwei的舞台是舞-乙HiME動畫完結後的一年之後。主角亞里香雖然已經成為了Meister，但顯然還不「合格」，須要繼續接受瑪莉亞女士的指導。而另一方面，透過不斷的學習，真白也更像一個女王了。
某天，新建成的天文台偵測到將有隕石從天而降，萬一墜落的話，溫德布倫王國及鄰近的國家將會無一倖免，Meister們要攜手對抗這隕石！而行星有史以來最大的危機，亦由這一刻開始了……

## 分集
| 話數 | 中文標題               | 日文標題 | 發售日期       |
| ---- | ---------------------- | -------- | -------------- |
| 1    | 「夢之☆延續」          |          | 2006年11月24日 |
| 2    | 「風·暴之預感」        |          | 2007年2月23日  |
| 3    | 「縞之舞／乙女的迷宮」 |          | 2007年5月25日  |
| 4    | 「相連的夢想」         |          | 2007年8月24日  |

## 動畫用語
備用系統（Surrogate System）
在Zwei才有出現的，加爾迪羅貝學園為了怕再發生類似風花事變的事而創造的系統，只要打電話或用GEM通訊就可以得到認證，但認證是有時限的，且一次最多五個人一起認證。另外，由於每次認證需要消耗一個核心，因此這個系統有使用次數限制（到第三話開頭時只能再使用3～4次）。
二次物質化（Materialise Zwei）
亞里香的固有能力，蒼天之青玉的原狀，得到認證並唸出「蒼天」，能將蒼天之青玉真正的力量發揮，舞鬥服由Ver.1.5變成Ver.2，GEM的英文名字會變為Ultimate Blue Sky，並且可以使用雙手劍「曉之大太刀 Sword of Akatsuki」。
力量之翼（Force Wing）
指利用加爾迪羅貝學園的科學技術製作出來幫助乙HiME在太空中飛行狀似翅膀之物。
隕石破壞者（Meteor Breaker）
指利用加爾迪羅貝學園的科學技術製作出來用作破壞要掉落在行星エアル上的隕石之物，外表貌似一枝槍。
風花事變
指稱發生在舞-乙HiME的事情。從黑團利用偷偷改造風華宮發動攻擊，阿爾泰公國用「保護」的藉口佔領溫德布倫王國開始，到簧風琴被破壞，颯·戴·阿爾泰被捕為止。
石化
尤娜的特殊能力，其左眼會發出紅色射線，如果乙HiME被射線射中會使得體內的奈米機械硬化，雖然還有生命反應，但全身會硬的跟礦石一樣。另外，GEM除了會硬化之外，外表也會變得像普通石頭一樣。
戰略乙HiME限制公約
風花事變後開始準備制定的公約。由於制定這個公約的會議主題為限制乙HiME，因此乙HiME不能參加。這場會議在阿爾泰舉行，參與這場會議的國家連Bühne自治區在內共有八個（此會議議長為夏姬·克魯格）。
海神之書
妮娜在阿爾泰遺蹟找到的一本書，存放著失落的GEM──海神之翠玉（Neptune Emerald）。
尤娜
一切事件的兇手，偷取「真白之金剛石」的元兇。行星殲滅武器，舊時代的兵器，被設計成利用Child來獲取星球，從而進化成這個星球最終極的存在，並將一切破壞殆盡。因為力量太過強大，所以製作和控制都很困難，因此被拋棄到宇宙。
在第四話中藉由貓神山的遺跡現出原形（現出原形後，雙眼皆可發射破壞性射線，身體變得相當巨大），使引導之星轉變成紅色，並且用真祖的力量（利用真白之金剛石）讓Child復活並藉由吸收高次物質化物質的能量而不斷復活。之後認證被強迫切斷，便奪取真白的身體，後來被亞里香和妮娜打倒。

## 登場主角簡表
（只收錄於舞-乙HiME Zwei登場並且有以物質化型態登場的乙HiME，登場話數也以物質化型態登場才有計算。）
| Meister 乙HiME        | GEM - 稱號     | 舞器 Element                                                                      | 主人 Master                           | 登場話數〔主要*〕 |
| --------------------- | -------------- | --------------------------------------------------------------------------------- | ------------------------------------- | ----------------- |
| 夢宮·亞里香           | 蒼天之青玉     | 兩身劍「Blue Sky Spear」Ver.1.5 Ver.2 雙手劍「曉之大太刀 Sword of Akatsuki」Ver.2 | 風花王國女王－真白‧布蘭‧杜‧溫德布倫   | 1*,4*             |
| 妮娜·王               | 海神之翠玉     | 雙叉戟                                                                            | 風花王國女王－真白·布蘭·杜·溫德布倫   | 4*                |
| 尤娜（二三·姬野型態） | 真白之金剛石   | 鐮刀                                                                              | 姓名不明                              | 1,2*,3*,4*        |
| 遙·亞米緹治           | 珠洲之黃玉     | 晨星                                                                              | 愛瑞斯共和國大總統—雪之·克瑞森        | 1, 2*             |
| 蘿莎莉·克勞迪爾       | 深淵之翡翠     | 鞭                                                                                | 佛羅倫斯國王—查理夏爾洛八世           | 1,4               |
| 詩帆·尤伊             | 螺旋之蛇紋石   | 虎捲人偶                                                                          | 佛羅倫斯國王—查理夏爾洛八世           | 1,4               |
| 勞拉·比安琪           | 絢爛之頑火輝石 | 劍                                                                                | 萊姆斯國女王                          | 1,4               |
| 卡拉· Bellini         | 雷鳴之柘榴石   | 槍                                                                                | 羅繆勒斯國王                          | 1,4               |
| 阿因·Lu               | 慧命之藍銅鑛   | 雙頭戟                                                                            | 安南國王                              | 1,4               |
| 靜留·薇歐娜           | 嬌嫣之紫水晶   | 雙蛇腹刀「斬斬候」                                                                | 真祖—二三·姬野                        | 1,4               |
| 夏姬·克魯格           | 冰雪之銀水晶   | 迫擊砲                                                                            | 真祖—二三·姬野                        | 1*                |
| 鴇羽舞衣              | 炎綬之紅玉     | 環                                                                                | 貓神大人－命                          | 1*,4*             |
| 瑪莉亞·葛蕾斯伯       | 久遠之碧玉     | 軍刀                                                                              | 真祖—二三·姬野                        | 1                 |
| 莎拉·蓋拉格           | 銀河之藍玉     | 回力標                                                                            | 真祖—二三·姬野                        | 1, 2*,4           |
| 千繪·海拉德           | ？             | 魔術棒                                                                            | 愛瑞斯共和國中校—勃曼中校（波曼准將） | 2*                |
| 茱麗葉·奈緒·張        | 破弦之尖晶石   | 爪子                                                                              | 真祖—二三·姬野                        | 3*                |
| 瑪雅·布萊絲           | 伶踊之螢石     | 沙鈴                                                                              | 真祖—二三·姬野                        | 4                 |
| 茜·索瓦               | 清戀之孔雀石   | 雙枴「敦華」                                                                      | 卡迪亞帝國皇帝—和也·克勞捷克          | 1,4               |

## 動畫製作

### 主題曲
- 『Believe～永遠の絆～』

唱：アリカ(亞里香)(菊地美香)
作詞：畑亞貴／作曲：田村信二／編曲：渡部チェル
- 『storm』

唱：ニナ(妮娜)(小清水亞美)
作詞・作曲・編曲：梶浦由記
- 『笑顔の色は虹の色』

唱：マシロ(真白)(野上尤加奈)
作詞：畑亞貴／作曲：梶浦由記／編曲：安瀨聖
- 『乙女はDO MY BESTでしょ？ 2007 ver.』

唱：アリカ(亞里香)(菊地美香)、ニナ(妮娜)(小清水亞美)、マシロ(真白)(野上尤加奈)、舞衣(中原麻衣)、ナツキ(夏姬)(千葉紗子)、ミコト(命)(清水愛)
作詞：畑亞貴／作曲：羽場仁志／編曲：大久保薰

## 外部連結
- http://www.my-zhime.net/ （页面存档备份，存于）
- 維基百科(日) 舞-乙HiME （页面存档备份，存于）
- 維基百科(英) 舞-乙HiME （页面存档备份，存于）
- http://www.tv-tokyo.co.jp/anime/maiotome/ （页面存档备份，存于）